# Saint-Rémy-de-Maurienne
Saint-Rémy-de-Maurienne ist eine französische Gemeinde mit 1.263 Einwohnern (Stand: 1. Januar 2022) im Département Savoie in der Region Auvergne-Rhône-Alpes. Sie gehört zum Arrondissement Saint-Jean-de-Maurienne und zum Kanton Saint-Jean-de-Maurienne (bis 2015: Kanton La Chambre). Die Einwohner werden Rémiliens genannt.

## Geographie
Saint-Rémy-de-Maurienne liegt etwa 33 Kilometer südöstlich von Chambéry und etwa 47 Kilometer nordöstlich von Grenoble am Arc, der die Gemeinde im Osten begrenzt. Umgeben wird Saint-Rémy-de-Maurienne von den Nachbargemeinden Saint-Pierre-de-Belleville und Saint-Léger im Norden, La Chapelle im Osten und Nordosten, Les Chavannes-en-Maurienne im Osten, La Chambre im Osten und Südosten, Saint-Étienne-de-Cuines im Süden und Südosten, Arvillard im Westen und Nordwesten sowie Presle im Nordwesten.
Am Osten der Gemeinde führt die Autoroute A43 entlang.

## Bevölkerungsentwicklung
| Jahr                       | 1962 | 1968 | 1975 | 1982 | 1990 | 1999 | 2006 | 2013 | 2021 |
| Einwohner                  | 897  | 793  | 891  | 817  | 962  | 967  | 1170 | 1266 | 1237 |
| Quellen: Cassini und INSEE |      |      |      |      |      |      |      |      |      |

## Sehenswürdigkeiten
- barocke Kirche Saint-Rémy, Monument historique
- Kapelle
- Brücke über den Arc